# Podlužany (district de Bánovce nad Bebravou)
Podlužany est un village de Slovaquie situé dans la région de Trenčín.

## Histoire
Première mention écrite du village en 1232.

## Démographie

### Évolution de la population
| Année:               | 1994. | 2004.   | 2014.   | 2024.    |
| -------------------- | ----- | ------- | ------- | -------- |
| Nombre de personnes: | 838   | 810     | 865     | 964      |
| Différence:          |       | -3,34 % | +6,79 % | +11,44 % |

| Année:               | 2023. | 2024.   |
| -------------------- | ----- | ------- |
| Nombre de personnes: | 968   | 964     |
| Différence:          |       | -0,41 % |